# Szemfoltos katica
A szemfoltos katica (Anatis ocellata) a katicabogárfélék családjába tartozó, Eurázsiában honos, levéltetvekkel táplálkozó bogárfaj.

## Megjelenése
A szemfoltos katica testhossza 7-8,5 mm, szélessége kb. 6,3 mm; ezzel igen nagynak számít a katicabogarak között. Szárnyfedői vörösek, narancsszínűek vagy vörösbarnák, fekete pöttyökkel. Az első és utolsó pöttyök nagyobbak a többinél, és valamennyit sárgás udvar veszi körül. Általában mindkét szárnyfedőn 8-8 pötty található, de gyakran előfordul hogy egy-egy folt hiányzik vagy csak az udvaruk látható. A szárnyfedők oldalsó pereme nagyon keskeny, a köztük lévő pajzsocska (scutellum) kicsi és fekete. Az előtor fekete és a hátsó pereménél két kisebb fehér folt, széleinél széles, hullámos, fehér szalag látható rajta. A fejen elöl két fehér folt látszik. A lábak feketék vagy barnák, a hasi oldala mélyfekete. 
Lárvája feltűnően tüskés, színe szürkésfekete, narancssárga foltokkal.

## Elterjedése
Eurázsiában honos, a Brit-szigetektől egészen a Távol-Keletig. Újabban Törökországban is megjelent. 
Magyarországon viszonylag ritka és élőhelyeiről a harlekinkatica sok helyen kiszorította.

## Életmódja
Elsősorban fenyvesekben, ritkábban lomberdőkben él. Mind az imágó, mind a lárva levéltetvekkel táplálkozik. Zsákmányát szaglószerveivel találja meg, de más katicáktól eltérően nem a mézharmat szagát követi, hanem a megsérült fenyőtűk illatát követi. Az imágók az avarban telelnek át.  

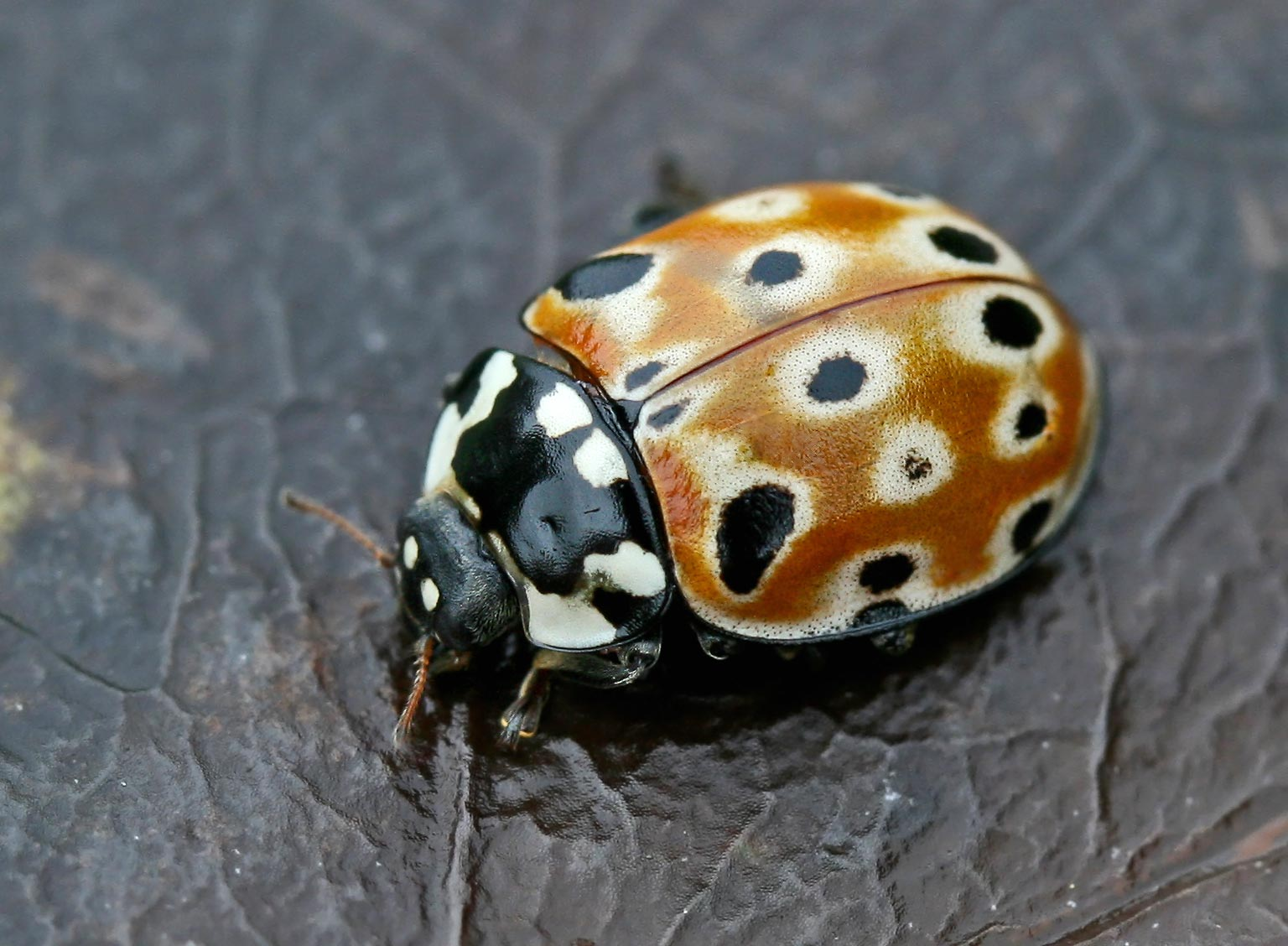
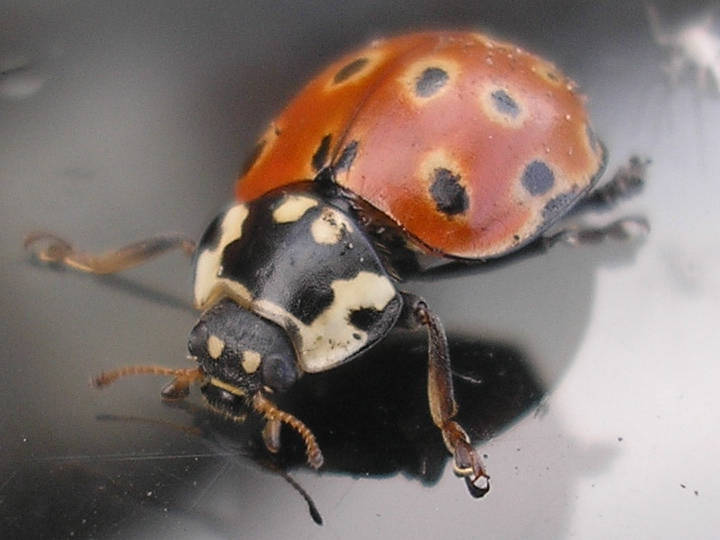
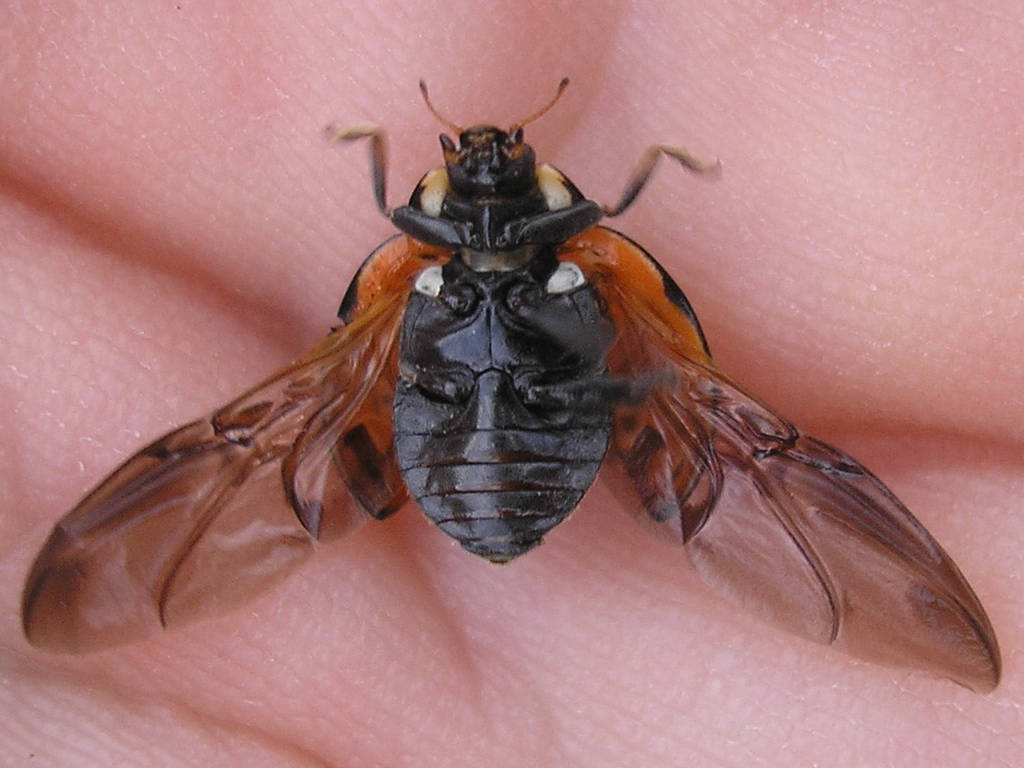
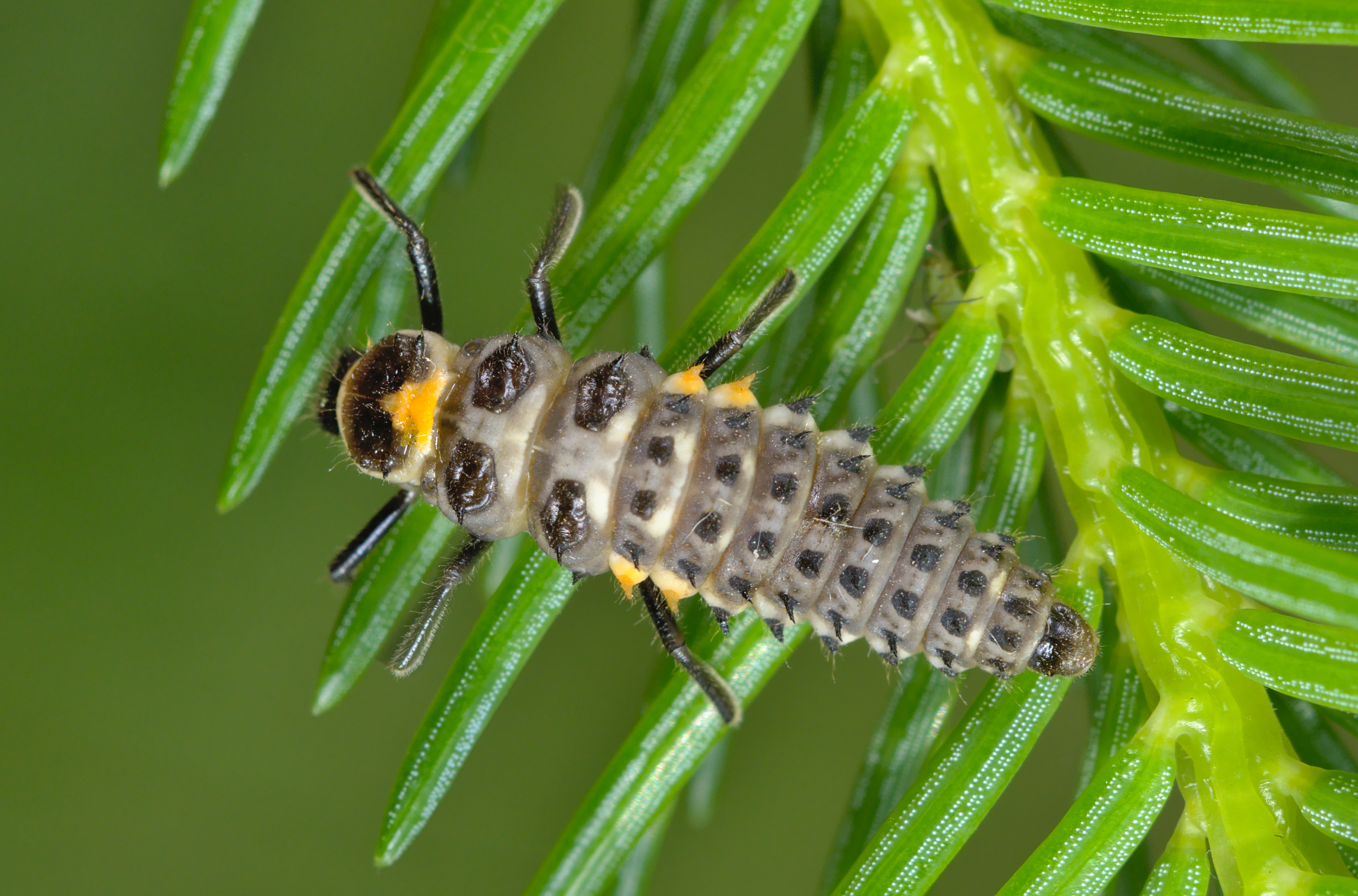
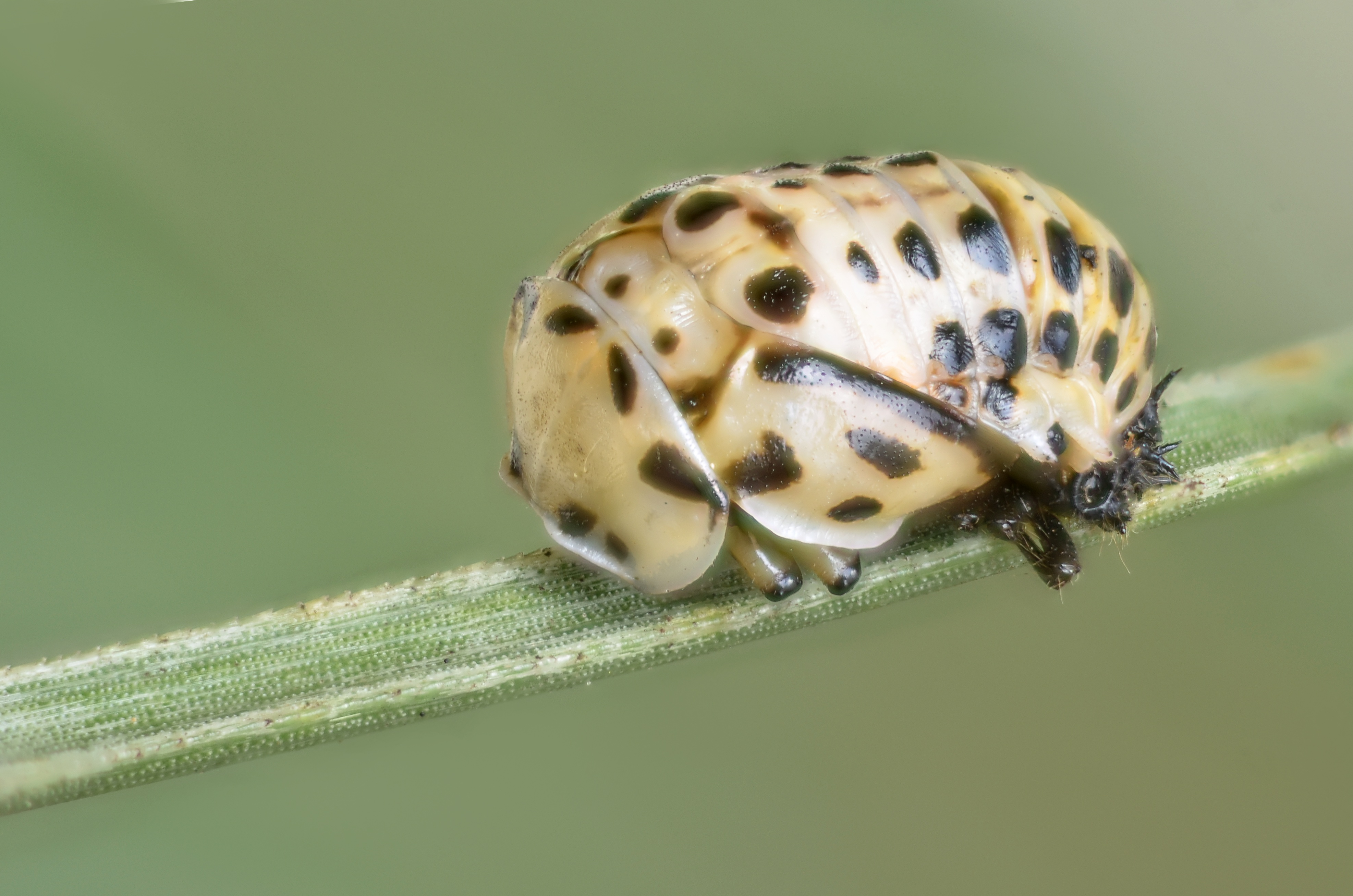

Magyarországon nem védett.